# Điện ảnh Andorra
Điện ảnh Andorra (tiếng Catalan: Cinema d'Andorra, tiếng Pháp: Cinéma d'Andorre, tiếng Tây Ban Nha: Cine de Andorra) là tên gọi ngành công nghiệp điện ảnh của Công quốc Andorra từ 1896 đến nay.

## Lịch sử hình thành và phát triển

### Hãng phim
- Đài phát thanh - truyền hình Andorra

### Phim nổi tiếng
- El frailecillo y su caridad (1965)
- Coneix Vostè Andorra ? (1971)
- La Jaula
- Llegendes d'Andorra
- Cusachs intimitats d'una escultura
- Reportatge d'Andorra
- Nadalenca
- Fotogrames-68 (1969)
- Automòbil club (1969)
- No pronunciaras el nombre de dios en vano (1999)
- El hombre del saco (2000)
- Calada (2000)

### Nhà làm phim tên tuổi
- Antoni Jover Dalmau
- Lluís Burgués
- Jordi Gigó
- Joan Burgués
- Jordi Lorente
- Joan Burgués Martisella
- Mitjà Llobera
- Xavier Llobera
- Josep Guirao
- Jean-Yves Hamon

### Diễn viên nổi tiếng
- Marc Cartes